# Eulalia de Mérida

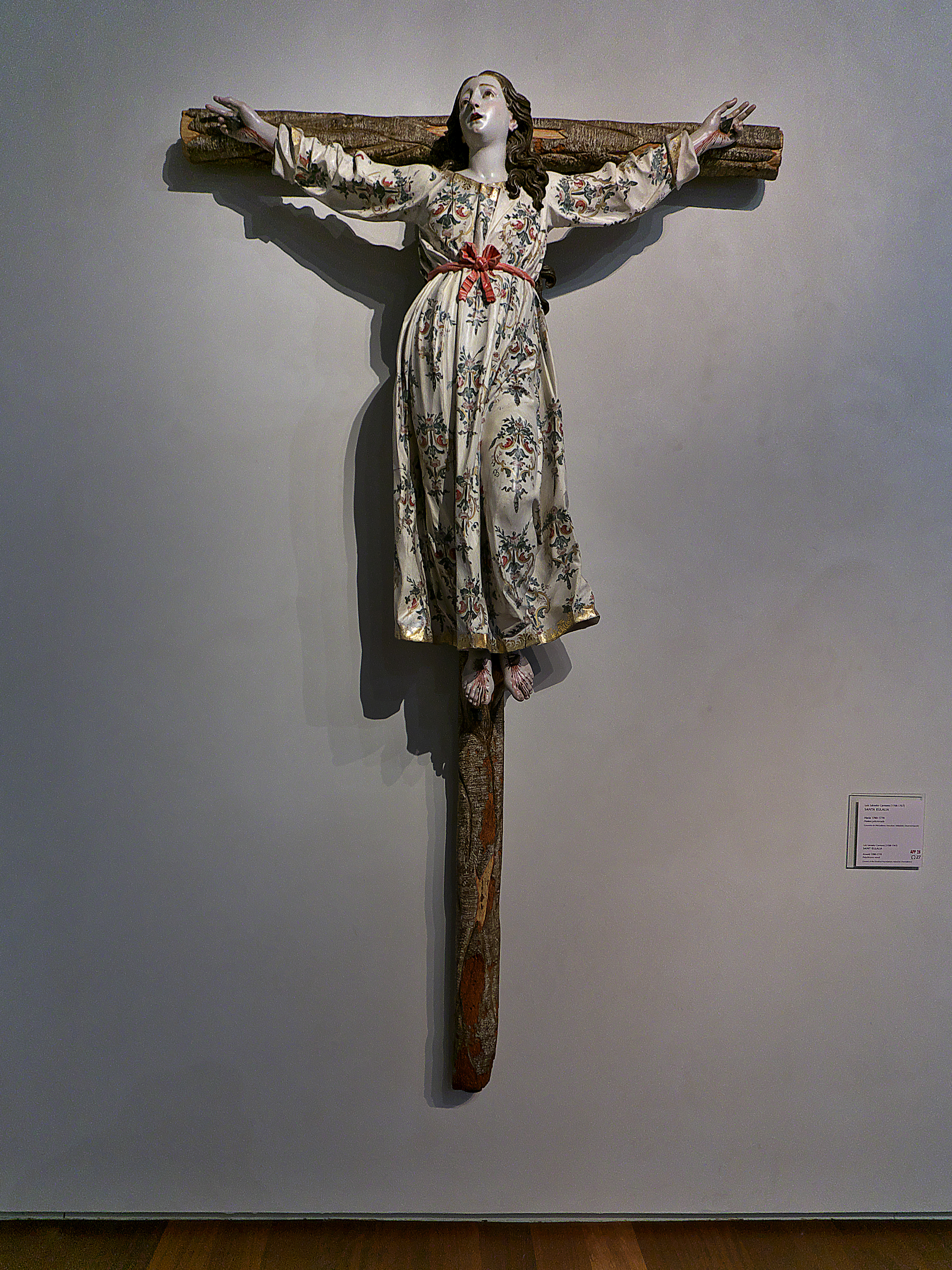
Santa Eulalia, Luis Salvador Carmona (1760-1770). Museo Nacional de Escultura

Santa Eulalia de Mérida (Augusta Emerita, 292 - Augusta Emerita, 10 de diciembre de 304) fue una santa cristiana que padeció el martirio en la ciudad de Augusta Emerita, actual Mérida, bajo las persecuciones del emperador Diocleciano. La noticia de la vida y martirio de la santa emeritense se expandió rápidamente por el Imperio Romano, convirtiendo a la ciudad en una de las metas más importantes de peregrinación de Europa occidental durante la Alta Edad Media. De hecho, y hasta la proclamación de Santiago Apóstol, Eulalia fue invocada como protectora de las tropas cristianas durante la Reconquista, y como patrona de las Españas. Actualmente, ostenta el título de alcaldesa perpetua de Mérida y patrona de dicha ciudad. Asimismo, ejerce su patronazgo sobre la Archidiócesis de Oviedo (en cuya catedral reposan sus restos), patrona del Principado de Asturias (desde 1630) y sobre numerosas localidades de España, Portugal, Italia, Hispanoamérica... Desde 2012 es también patrona de la juventud de la Archidiócesis de Mérida-Badajoz. 
Los datos acerca de la vida y muerte de Santa Eulalia los encontramos en un himno que en honor de ella escribe el poeta Prudencio en el siglo IV; así como del relato de su pasión recogido en el Pasionario Hispánico.
Etimológicamente, el nombre Eulalia viene del griego (Ευλαλια), con el significado de 'la que habla bien' o 'de buen habla'; de - eu = 'bien', y lalia = 'habla', sustantivo del verbo lalein = 'hablar'.

## Biografía
Eulalia de Mérida nació en Augusta Emerita (Mérida) aproximadamente en el año 292. Aunque algunas fuentes sitúan su vida más tempranamente, y datan su martirio en el tiempo del emperador Decio (249-251). Era hija del senador romano Liberio y tanto ella como toda su familia eran cristianos.
Cuando Eulalia andaba por los doce años de edad, apareció el decreto del emperador Diocleciano prohibiendo a los cristianos dar culto a Jesucristo, y ordenándoles que veneraran a los dioses del imperio. La niña sintió un gran disgusto por estas leyes, y se propuso protestar ante los magistrados imperiales de la ciudad.
Viendo su madre y su padre que la joven podía correr peligro de muerte si se atrevía a protestar contra el decreto imperial, la llevaron a vivir al campo, a una casa situada a orillas del río Albarregas. Pero la muchacha escapó de allí y regresó a Mérida; según la tradición, llegó a la ciudad el 10 de diciembre del año 304, tras una travesía que plagada de hechos milagrosos.
Eulalia se presentó osadamente ante el gobernador Daciano, y le protestó, declarando que esas leyes que "mandaban adorar ídolos y prohibían a Dios" eran totalmente injustas, y no podían ser obedecidas por los cristianos.
Siguiendo el relato de la tradición, Daciano habría intentado al principio ofrecerle a la niña regalos y promesas de ayudas, para que cambiara de opinión Pero, al ver que permanecía firme en sus creencias cristianas, cambió de táctica y decidió asustarla mostrándole todos los instrumentos de tortura con los que le podía hacer padecer horriblemente si no obedecía la ley del emperador que mandaba prestar culto a los dioses. Y añadió: "De todos estos sufrimientos te vas a librar si le ofreces este pan a los dioses, y les quemas este poquito de incienso en los altares de ellos". La jovencita lanzó lejos el pan, echó por el suelo el incienso, y le dijo valientemente: "Al solo Dios del Cielo adoro; a Él únicamente le ofreceré sacrificios y le quemaré incienso. Y a nadie más".
Entonces el magistrado mandó que la destrozaran golpeándola con varillas de hierro, y que sobre sus heridas pusieran antorchas encendidas. La hermosa cabellera perfumada de Eulalia se incendió y la jovencita murió quemada y asfixiada por el humo.
Dice el poeta Prudencio que, al morir la santa, la gente vio una blanquísima paloma que volaba hacia el cielo; y que los verdugos salieron huyendo, llenos de pavor y de remordimiento por haber matado a una criatura inocente. Después la nieve cubrió el cadáver y el suelo de los alrededores, hasta que varios días después llegaron unos cristianos y dieron sepultura al cuerpo de la joven mártir. Allí, en el lugar de su sepultura, se levantó un templo en honor de Santa Eulalia; y continúa el poeta diciendo que él mismo vio que a ese templo llegaban muchos peregrinos para orar ante los restos de tan valiente joven, y para conseguir favores de Dios por medio de su intercesión.
El culto a Santa Eulalia se volvió tan popular, que hasta el propio san Agustín predicó sermones en honor de esta joven santa mártir. Y en la lista oficial de mártires de la Iglesia Católica, el llamado Martirologio romano, podemos leer esta frase: "El 10 de diciembre se conmemora a Santa Eulalia, mártir de España, muerta por proclamar su fe en Jesucristo".

### Martirios
Así narra los martirios de Eulalia de Mérida, el poeta Prudencio (s. IV):

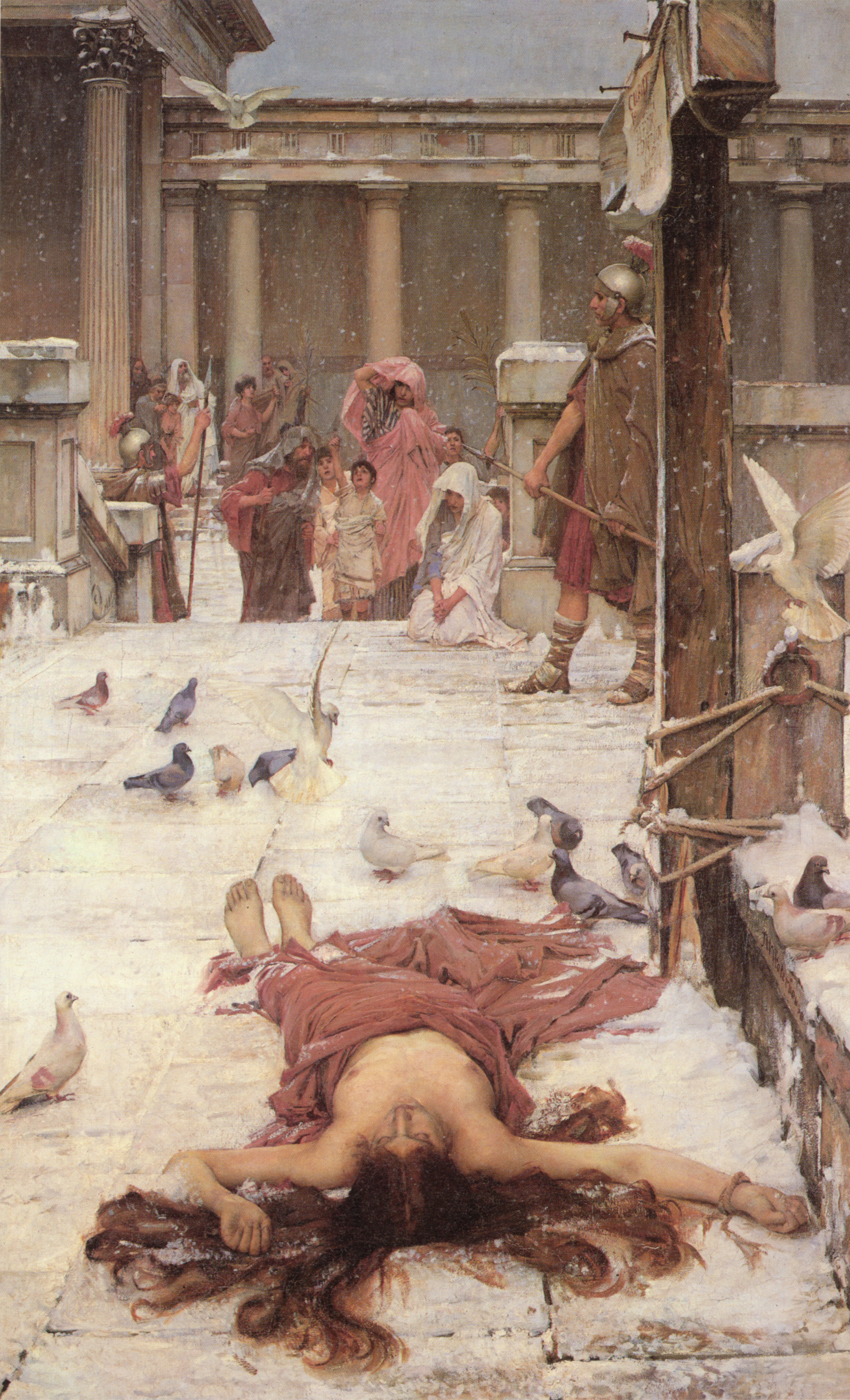
Santa Eulalia, por John William Waterhouse, 1885.

De madrugada, antes de la salida del sol, llegó a la ciudad, y, valerosa, se presentó ante el tribunal, en medio de cuyos lectores vociferó a los magistrados: "Decidme, ¿qué furia es esa que os mueve a hacer perder las almas, a adorar a los ídolos y negar al Dios criador de todas las cosas? Si buscáis cristianos, aquí me tenéis a mí: soy enemiga de vuestros dioses y estoy dispuesta a pisotearlos; con la boca y el corazón confieso al Dios verdadero. Isis, Apolo, Venus y aun el mismo Maximiano son nada: aquellos porque son obra de la mano de los hombres, éste porque adora a cosas hechas con las manos. No te detengas, pues, sayón; quema, corta, divide estos mis miembros; es cosa fácil romper un vaso frágil, pero mi alma no morirá, por más acerbo que sea el dolor". Airado sobremanera el pretor al oír tales requerimientos, ordenó furioso: "Lictor, apresa esta temeraria y cúbrela de suplicios para que así sepa que hay dioses patrios y que no es cosa baladí la autoridad del que manda". Pero inmediatamente, como volviendo sobre sí, dijo el pretor a Eulalia: "Mas, antes de que mueras, atrevida rapazuela, quiero convencerte de tu locura en lo que me es posible. Mira cuántos goces puedes disfrutar, qué honor puedes recibir de un matrimonio digno. Tu casa, deshecha en lágrimas, te reclama: gimiendo estará la angustiada nobleza de tus padres, puesto que vas a caer, tan tiernecita, en vísperas de esponsales y de bodas. ¿O es que no te importan las pompas doradas de un lecho ni el venerable amor de tus ancianos padres, a quienes con tu obstinada temeridad vas a quitar la vida? Mira, ahí están preparados los instrumentos del suplicio: o te cortarán la cabeza con la espada, o te despedazarán las fieras, o se te echará al fuego, y los tuyos te llorarán con grandes lamentos, mientras tú te revolverás entre tus propias cenizas. ¿Qué te cuesta, di, evitar todo esto? Con que toques tan sólo con la punta de tus dedos un poco de sal y un poquito de incienso, quedarás perdonada".

Pero Eulalia nada respondió, sino que, arrebatada de indignación, escupió al rostro del pretor, arrojó al suelo los ídolos que tenía delante de sí, y de un puntapié echó a rodar la torta sacrificial puesta sobre los incensarios. Inmediatamente dos verdugos se aprestaron a desgarrar sus tiernos pechos y los garfios abrieron sus virginales costados hasta llegar a los huesos, mientras Eulalia tranquilamente contaba sus heridas. Al contemplar aquella carnicería, Eulalia decía al Señor sin lágrimas ni sollozos: "He aquí que escriben tu nombre en mi cuerpo. ¡Cuán agradable es leer estas letras, que señalan, oh Cristo, tus victorias! La misma púrpura de mi sangre exprimida habla de tu santo nombre". Y tan abstraída estaba la mártir en su oración, que el dolor atroz que debían causarle aquellos tormentos pasaba totalmente desapercibido, a pesar de que sus miembros, regados con tierna sangre, bañaban de continuo la piel con nuevos borboteos calientes. Ante aquella intrepidez, los esbirros se dispusieron a aplicarle el último tormento; mas no se contentaron con propinarle azotes que le desgarraran fieramente la piel, que sería poco, sino que le aplicaron por todas partes, al estómago, a los flancos, hachones encendidos. Pero, así que la perfumada cabellera que se deslizaba ondulante por el cuello y se desparramaba suelta por los hombros para cubrir la pudibunda castidad y la gracia virginal de la mártir tocó el chisporroteo de las teas, la llama crepitante voló sobre su rostro, nutriéndose con la abundante cabellera, y la envolvió por completo. Y la virgen, deseosa de morir, se inclinó hacia la llamarada y la sorbió con su boca, y, ¡oh maravilla!, he aquí que de su boca salió, rauda, una paloma más blanca que la nieve, que, hendiendo el espacio, tomó el camino de las estrellas: era el alma de Eulalia, blanca y dulce como la leche, ágil e incontaminada. Así lo vieron estupefactos y dieron de ello testimonio el verdugo y el mismo lictor al huir aterrorizados y arrepentidos. La Virgen torció delicadamente el cuello a la salida del alma; apagóse el fuego de la hoguera, y, por fin. quedaron en paz los restos exánimes de la mártir. Todo esto acaeció un día 10 de diciembre. El cielo cuidó en seguida de velar por el tierno cuerpo de aquella virgen y rendirle las debidas honras fúnebres, porque al punto cayó una nevada que cubrió el foro, y en él el cuerpecito de Eulalia, que yacía abandonado en la helada intemperie como para protegerlo con una grácil mantilla blanca.

Tal es la primorosa descripción que nos dejó Prudencio del martirio de Eulalia de Mérida, en admirable coincidencia con las actas que sobre estas mismas hazañas escribiera un testimonio ocular.  
Sigilosamente se aprestarían los cristianos de Mérida a rescatar las preciosas reliquias de aquella intrépida niña que con su muerte acababa de dar tan espléndido testimonio de la fe. Embalsamarían delicadamente su cuerpo y le darían sepultura precisamente en aquel mismo lugar donde pasada la tremenda borrasca de la persecución, se levantó una espléndida basílica, cuyo mármol bruñido -según testimonio de Prudencio, que la vio- iluminaba con cegadores resplandores sus atrios, donde los resplandecientes techos brillaban, con áureos artesonados y los pavimentos de mármol jaspeados daban al peregrino la sensación de pasear en un prado en que se entremezclaban y combinaban las rosas con las demás flores. Y con un lirismo exultante termina el poeta su descripción:

Fuera las lágrimas dulzonas y melindrosas... Cortad, vírgenes y donceles, purpúreas amapolas, segad los encendidos azafranes: no carece de ellos el invierno fecundo, pues el aura tépida despierta los campos para llenar de flores los canastillos. Ofreced, ¡oh jóvenes!, estos presentes, que yo, en medio del corro también quiero llevar una corona en estrofas de poesía, vil y ajada, pero alegre y festiva. Así conviene venerar los huesos que yacen bajo el altar; ella mientras tanto, a los pies de Dios, ve todo esto e intercede, benévola, por nosotros.

Algo que podemos destacar de ella es su valentía.

### Las dos Eulalias
Existen serias dudas sobre la historicidad de la vida y martirio de Eulalia de Barcelona, pudiendo tratarse de una versión de Santa Eulalia de Mérida. Cabe destacar que las referencias más antiguas de la santa emeritense se remontan al siglo IV, mientras que el primer testimonio escrito que se conoce del martirio de Eulalia de Barcelona es el himno Fulget hic honor sepulcri del Obispo Quirico de Barcelona fechado, aproximadamente, en 660, tres siglos después del tormento. En este sentido, la leyenda de Barcelona reproduce, además del nombre, múltiples hechos y tormentos de la santa de Mérida, pudiendo tratarse de una duplicación de personalidad hagiográfica. Esta duplicidad fue estudiada por Ángel Fábrega Grau, quien en 1958 publicó Santa Eulalia de Barcelona, revisión de un problema histórico, y por los Bolandistas en su Analecta Bollandiana.
Según una fuente, el Martirologio Romano optó por retirar la inscripción de santa Eulalia de Barcelona al considerarla una duplicación de la Eulalia emeritense. No obstante, en el Martirologio oficial del Vaticano Santa Eulalia de Barcelona continúa apareciendo bajo su fecha de advocación tradicional, el 12 de febrero como A Barcellona, in Spagna, ricordo di S[anta] Eulalia, vergine e martire. Y su culto es permitido en la ciudad de Barcelona, puesto que es considerada su patrona.

## Lugares eulalienses
Bajo el nombre de lugares eulalienses, se conocen a los monumentos y edificios de la ciudad de Mérida asociados a la vida y culto de la joven mártir 

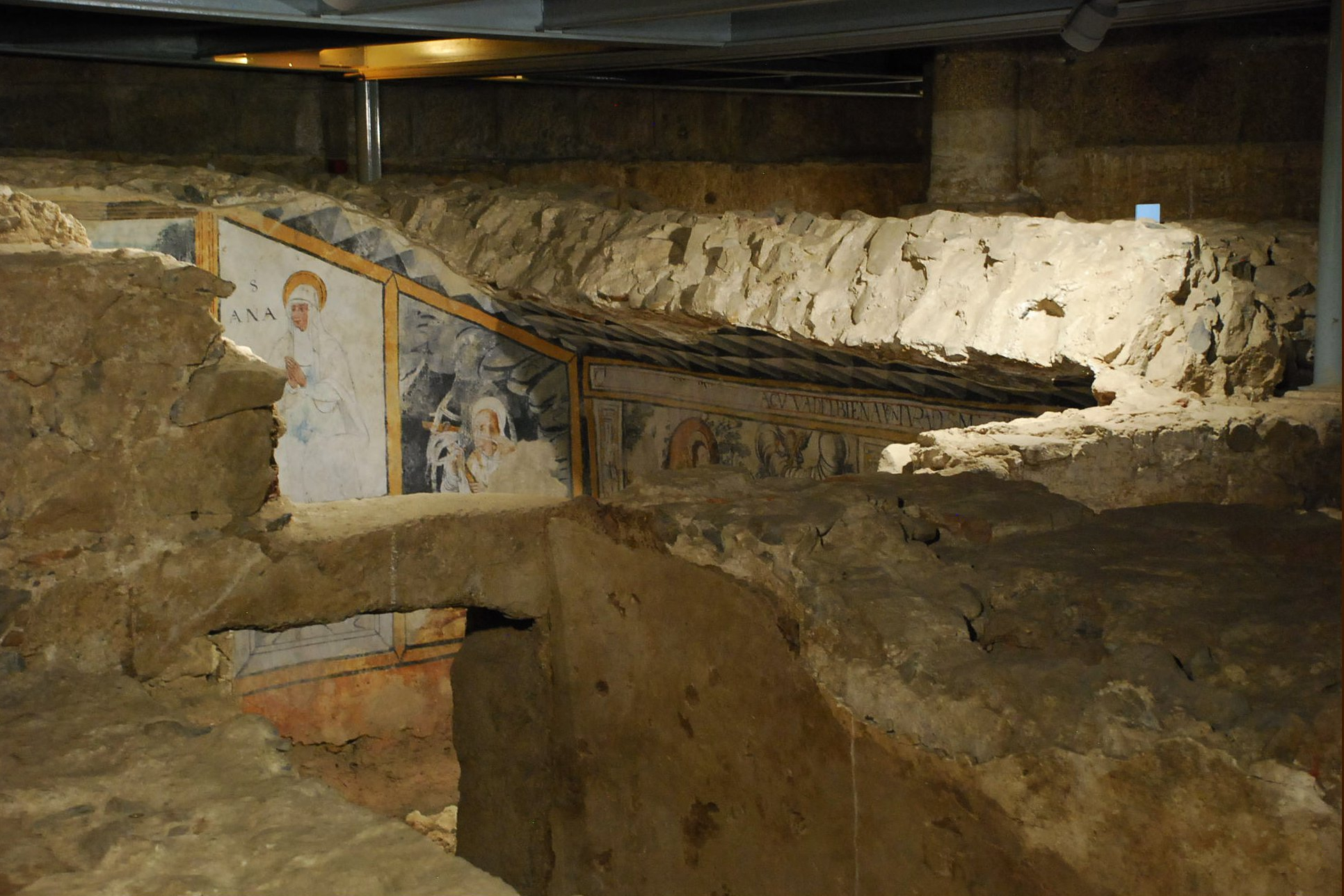
Capilla de San Martín, donde, según la tradición, se situó la cárcel de Santa Eulalia.

- La basílica martirial o iglesia matriz. La Iglesia madre se construyó a mediados del siglo IV, cuando las reliquias de la mártir fueron enterrados ex novo sobre un lugar en el que no había habido tumbas romanas ni cristianas; previamente sobre este lugar se había construido una pequeña iglesia; y bajo su altar, tal y como estaba establecido por la Iglesia Occidental, se situó la tumba o túmulo sobre el que se había grabado el título martirial de Eulalia. A este tipo de iglesias, tanto en el Oriente como en Occidente cristianos, se las denominaba martyrium.  A partir del enterramiento de la mártir, a su alrededor se formó una gran necrópolis, debido la querencia de los cristianos de ser enterrados ad sanctos o junto a reliquias de santos mártires. Pero tan solo los obispos y algunos privilegiados conseguían ser sepultados inmediatamente al lado de los huesos de Eulalia. Prácticamente destruida cuando sobrevino la invasión musulmana, la Basílica de Santa Eulalia fue reconstruida hacia 1235 por la Orden de Santiago, institución que hacia 1270 levantó el actual templo siendo maestre Don Pelayo Pérez Correa[9]

- El Hornito de Santa Eulalia. Según la leyenda, el edificio fue levantado en el lugar en el que fue inmolada la mártir. Realmente se trata de una capilla mandada construir en 1495 por dos Visitadores de la Orden de Santiago de la Espada; por aquel entonces era una simple habitación realizada en mampostería, con un arco labrado en piedra en la que había una figurita en madera pintada representando a santa Eulalia; una bóveda servía de techo, mientras una reja protegía su interior. Este singular oratorio fue construido como ermita, con el fin de que los emeritenses pudiesen prestar culto a la santa sin tener que esperar a que estuviese abierta la basílica. En él se oficiaban misas, y también en él se celebraban actos populares de piedad. En 1610, y queriendo aprovechar la aparición de restos romanos de gran valor, se aprueba la remodelación del templo; y en 1612 ya se habían instalado los mármoles del Templo de Marte, formando un atrio de gran belleza. En 1662 se colocaron los escudos de Felipe IV, de la Ciudad, y del Gobernador santiaguista del momento.[10]

- El Humilladero. Es el más humilde de los monumentos dedicados a Santa Eulalia. Situado en el antiguo arrabal de la ciudad, en la encrucijada del antiguo camino de Madrid, está formado por una peana de mármol, un pequeño fuste (donde, según la tradición, fue azotada la niña mártir) y una cruz. En su frente se lee: “La ciudad de Mérida mandó hazer este s(anto) humilladero con las limosnas della i de su iurisdición por se tradición verdadera que la v(irgen) S(anta) Olalla fue açotada en una coluna q(ue)en este sitio fue conocida, siendo Governador D. Luís Manrique de Lara, año de 1612”.
- La casa. La tradición sitúa el hogar de Eulalia en una casa solariega de la calle Obispo y Arco, colindante con el famoso Arco de Trajano.
- La cárcel. Según una tradición piadosa de finales del siglo XV, en la capilla de San Martín, situada en el interior de la basílica de la mártir, junto al coro, se encontraba la celda donde estuvo presa Santa Eulalia.
- El obelisco, o Pirámide de Santa Eulalia, se inauguró en 1652 siendo Gobernador de la ciudad Lope de Tordoya y Figueroa. Fue levantado utilizando restos monumentales romanos de gran valor que hoy se conservan en el Museo Nacional de Arte Romano, pudiendo observarse una réplica a escala real en la plaza Joan Miró de la capital extremeña.

## Iconografía de Santa Eulalia de Mérida
Una de las representaciones más antigua que se conoce de la mártir Eulalia es la que figura en el mosaico de San Apolinar Nuevo de Rávena, obra maestra del arte cristiano–bizantino. Precedida por santa Cecilia y tras los pasos de santa Inés, se encamina en compañía de un cortejo de santas al encuentro con la Virgen. Todas están lujosamente ataviadas con túnicas talares y portan en sus manos ricas coronas; a sus pies aparecen plantas emblemáticas.
Tanto en este mosaico como en numerosas ejemplos, la santa es representada no como una niña, sino como una joven de más edad. En ocasiones, incluso, los artistas llegan a representarla como una auténtica matrona, cargada de años, en clara contradicción con los escasos datos biográficos que nos han llegado.
La iconografía más conocida es la que nos muestra a la doncella emeritense con la palma del martirio en una mano y un pequeño horno en la otra, si bien no faltan ejemplos en los que Eulalia porta un libro, una cruz, una paloma o hasta una parrilla. La paloma, asociada también a santos como Quintín, Reparata o Devota, es compañera inseparable de Eulalia en elevado número de ocasiones, tanto en la literatura como en el arte. Simboliza el espíritu de Eulalia que voló al cielo en el momento de expirar. En la visión de la santa riojana Oria, en la que se le aparecen aanta Águeda, santa Cecilia y santa Eulalia, esta última le ofrece una paloma, animándola a tomarla como su guía.
En la iconografía de Eulalia merece especial atención la referida a su homónima barcelonesa, mayoritariamente representada junto a una cruz en forma de aspa o Cruz de San Andrés. Se da la circunstancia de que en lugares con culto a la niña lusitana, esta aparece con la citada cruz, mientras que en otros con culto a la mártir tarraconense, porta la palma y el hornito, por lo que no puede hablarse de símbolos distintivos en exclusividad.

### Santa Eulalia en la pintura
- Pintura mural gótica de la Ermita de Santa Eulalia en Almonaster la Real. Escuela gótica sevillana, siglo XV.
- Pintura de Santa Eulalia en el retablo de la Candelaria, siglo XVI,  de la catedral de Mérida.
- Retablo tardogótico de Santa Eulalia de Mérida, siglo XVI. Parroquia de San Martín de Porres, Burgos.
- Pinturas murales alusivas a la vida de Santa Eulalia, siglo XVII. Santuario de Santa Eulalia, Totana.
- Santa Eulalia pintada por Eugenio Hermoso está expuesta en el Salón de Plenos del Ayuntamiento de Mérida.
- Saint Eulalia pintada por John William Waterhouse.

También aparece representada en los mosaicos de la Basílica de San Apolinar el Nuevo de Rávena, en Italia.

## Santa Eulalia en la literatura y en la música
- Santa Eulalia fue patrona oficial de Asturias hasta que finalmente se declarase a la Virgen de Covadonga. Es por ello por lo que muchas poblaciones aún llevan su nombre en esta comunidad autónoma. Es conocido el poema «Pleito ente Oviedo y Mérida por las cenizas de Santa Eulalia» de Antón de Marirreguera  que es el primer poema en asturiano de autor conocido y fue escrito en el siglo XVII.
- Federico García Lorca poetiza su martirio en uno de los tres romances históricos de su Romancero gitano.

## Fiestas en honor a Santa Eulalia

### En Mérida
La devoción de la ciudad de Mérida hacia su hija más insigne, Santa Eulalia, es uno de los rasgos   . Esta devoción se vive, de manera especial, durante dos momentos señalados a lo largo del año.
En la última semana de septiembre tiene lugar el Trecenario de Santa Eulalia, una tradición que re remonta al siglo XVII. Se trata de un ejercicio de piedad que, durante trece días, va recorriendo los diferentes martirios sufridos, según la tradición, por la niña mártir. Los emeritenses y devotos de la santa llenan en esos días la Basílica en las diferentes celebraciones que se extienden a lo largo de todo el día. El trecenario culmina con un besamanos a la imagen titular y con la celebración del Ramo de Santa Eulalia; la subasta del Ramo consiste en la subasta pública de diversos dones que los devotos ofrecen a la santa. Su origen podría estar asociado a la época en que el Concejo de la ciudad abandonó el patronazgo de la antigua Cofradía, mediados del siglo XIX.
En diciembre, en torno al die natalis de la santa, tienen lugar las Fiestas patronales de Santa Eulalia. Los actos comienzan el día 8 de diciembre con el Voto a la Inmaculada Concepción, se trata de una antiquísima tradición en la que la ciudad renueva solemnemente el juramento de defensa de la Concepción Inmaculada de María Santísima. El día 9, víspera de Santa Eulalia, la jornada comienza en el Santuario de Nuestra Señora de Perales, en la vecina localidad de Arroyo de San Serván. Desde allí comienza la peregrinación eulaliense que rememora el recorrido de la niña mártir desde la villa donde fue escondida por sus padres hasta Augusta Emerita (actual Mérida) donde fue martirizada en el año 304 a la edad de 13 años. Tras la peregrinación y la celebración eucarística, da comienzo la procesión que traslada a la imagen de la patrona desde su Basílica hasta la Concatedral pasando por las principales calles del centro histórico de la ciudad. 
Al día siguiente, los emeritenses se reúnen en la Iglesia de Nuestra Señora de la Antigua, desde allí, y ataviados con los trajes típicos de la región, se dirigen a pie a la Concatedral, desde donde tiene lugar la solemne procesión, heredera de la que se realizaba en época visigoda, en la que miles de emeritenses acompañan a su patrona desde el templo catedralicio hasta su Basílica. Una vez allí, y tras la ofrenda floral, tiene lugar la Solemne Eucaristía presidida por el Arzobispo de la ciudad. 
Las dos procesiones, tanto la de ida a la Concatedral de Santa Maria el día 9, como la de regreso del día 10, están organizadas por la Asociación para el Culto de Santa Eulalia Virgen y Martir.
Espectáculos pirotécnicos, deporte, concursos, y eventos musicales y culturales completan estas fiestas de marcado carácter religioso.

### En Totana
La ciudad murciana de Totana Totana es la ciudad más rica en cultivos ,  tiene a Santa Eulalia por patrona desde tiempo inmemorial. La Santa, como se la conoce popularmente en la zona, se venera en un santuario de factura medieval emplazado en las faldas de Sierra Espuña, a siete kilómetros de la localidad. A los actos religiosos organizados anualmente en honor de la patrona, se añade un variopinto programa de celebraciones populares que mantiene en fiestas a los totaneros durante todo un mes.
Comienzan con la bajada de la venerada imagen desde el santuario hasta Totana, el día 8 de diciembre, alojándose la primera noche en la iglesia de San Roque. Al día siguiente es trasladada en procesión hasta el templo mayor de la ciudad, la parroquial de Santiago, donde recibirá culto durante todas las fiestas y hasta su vuelta al santuario.

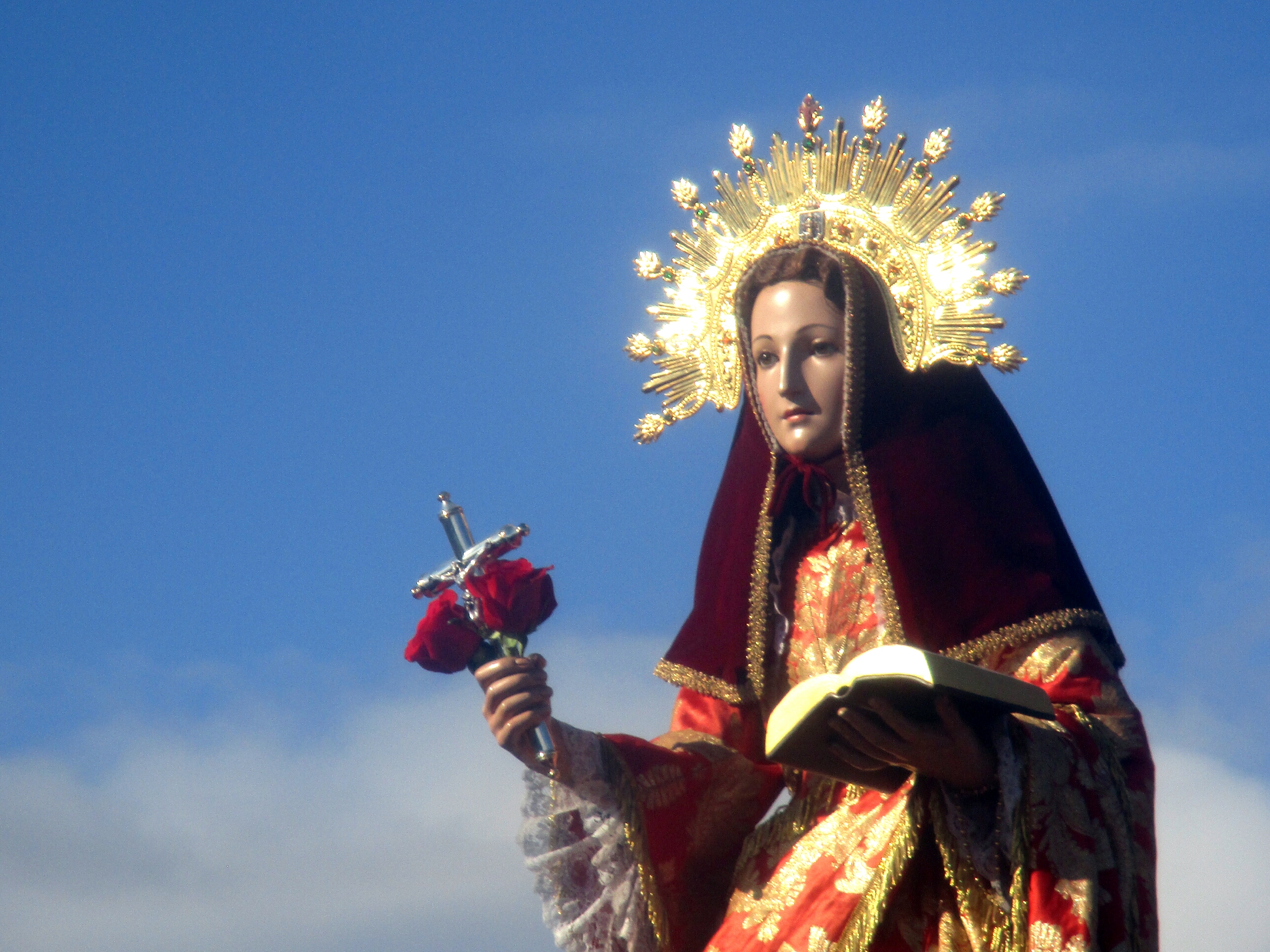
Imagen de Santa Eulalia, Totana

El día 10 es la jornada grande de las celebraciones, por ser la festividad de Santa Eulalia. El día arranca con una famosa serenata proclamada por dos grupos populares totaneros a las 00:00h, mientras que la jornada prosigue con una Misa Solemne en Santiago y concluye con la Procesión de la patrona por las principales calles de Totana. En días sucesivos se celebra el Novenario, lo que alarga la estancia de la Santa en la ciudad ya hasta la Navidad. La multitudinaria romería de subida hasta el santuario se realiza el 7 de enero, cierre de las fiestas que congrega a fieles de toda la provincia.

### En Santa Olalla del Cala
La villa onubense de Santa Olalla del Cala debe su nombre a su patrona (Olalla es la versión en gallego del nombre romano Eulalia) y al río que marca la frontera entre las provincias de Huelva y Sevilla (río Cala). En esta villa se celebra cada año, el segundo domingo de mayo, la romería de Santa Eulalia Virgen y Mártir, en la que los santaolalleros y vecinos de otros pueblos acompañan a la patrona a su ermita, situada junto a la orilla de la ribera del Cala. Los romeros realizan el camino con gran devoción, cantando y bailando al ritmo de sevillanas, vitoreando a la santa, y acompañados con vinos y chacinas típicas de la sierra de Huelva. La salida de la villa tiene lugar a las 8:00 y la llegada a la ermita aproximadamente a las 13:00. El resto del día los santaolalleros disfrutan de una tarde en el paraje de la ribera para regresar a la villa sobre las 20:00. La patrona permanecerá entonces en la ermita hasta el Domingo de Resurrección del año siguiente, cuando tenga lugar la "gira" o romería chica, en la que se realiza el camino contrario: tras pasar el domingo en la ribera, los santaolalleros trasladan en procesión su patrona a la villa, dónde celebrarán la novena, la misa flamenca, el día de la ofrenda y finalmente la romería del segundo domingo de mayo.